# Émile Van Arenbergh
Émile Van Arenbergh, né le 15 mai 1854 à Louvain et mort le 3 janvier 1934 à Ixelles, était un poète belge.

## Biographie
Il fait des études de droit à l'université de sa ville natale, et fut en 1880 secrétaire de la Société littéraire de l'Université de Louvain. 
Devenu avocat en 1883, il est juge de paix à Diest, à Anderlecht et à Ixelles. Son goût pour l'histoire l'amène à écrire deux biographies : Don Juan d'Autriche et Charles Quint. Il publie des poèmes dans le Journal des Beaux-Arts, dans La Jeune Belgique, et participe au Parnasse de la Jeune Belgique ; il a une grande influence sur la nouvelle génération de poètes belges. Lui-même influencé par José-Maria de Heredia, il écriit essentiellement des sonnets. Il est élu membre de l'Académie royale de langue et de littérature françaises en 1921.

## Œuvres
- Don Juan d'Autriche (1889)
- Charles Quint (1900)
- Carillons (1904)
- Mes Médailles (1921)

## Hommage et distinctions

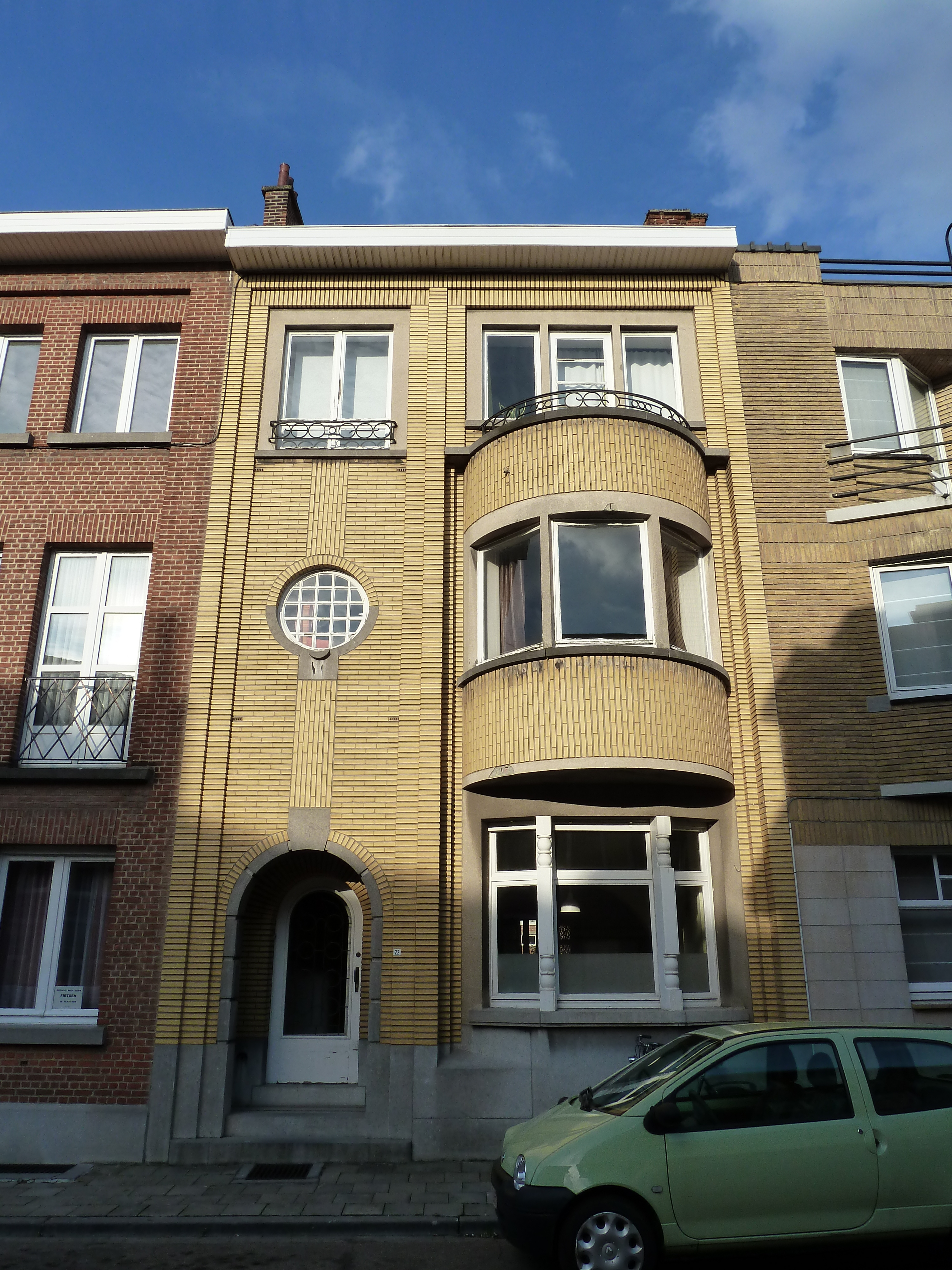
Immeuble de la rue Émile Van Arenbergh à Louvain.

Une rue de Louvain a été baptisée « Emile Van Arenbergh ».
Les distinctions belges suivantes lui ont été attribuées :
- Commandeur de l'ordre de la Couronne (en 1930).
- Chevalier de l'ordre de Léopold (en 1908).